# Beuxes

Beuxes este o comună în departamentul Vienne, Franța. În 2009 avea o populație de 521 de locuitori.